# Sébastien Hinault
Sébastien Hinault (født 11. februar 1974 i Saint-Brieuc) er en fransk tidligere landevejscykelrytter.
Fra 1998 til 2008 kørte han for det franske hold Crédit Agricole, og har deltaget i Tour de France fem gange. I 2003 vandt han en etape i Polen Rundt, i 2004 vandt han 4. etape af Tyskland Rundt, og i 2008 vandt han overraskende 10. etape af Vuelta a España og slog blandt andet Oscar Freire og Tom Boonen i spurten. Fra 2009 cykler han for Ag2r-La Mondiale
Sébastien Hinault er ikke i slægt med den tidligere cykelrytter Bernard Hinault.